# Штолльберг (район)
Штолльберг (нім. Landkreis Stollberg) — колишній район у Німеччині.
Центр району — місто Штольберг. Район входив до землі Саксонія. Підпорядкований адміністративному округу Хемніц. Площа — 266,49 км². Населення — 88 918 осіб. Густота населення — 334 осіб/км².
Офіційний код району 14 1 88.
Район поділявся на 15 громад.

## Міста та громади
Міста
1. Лугау (7 581)
2. Ельсніц (12 510)
3. Штольберг (12 602)
4. Тальхайм (7 393)
5. Цвеніц (11 657)

Об'єднання громад
Управління Ауербах
Управління Лугано (Ерцгебірге)
Управління Штольберг (Ерцгебірге)
Громади
1. Ауербах (2 951)
2. Буркхардтсдорф (6 878)
3. Ерльбах-Кірхберг (1 829)
4. Горнсдорф (2 258)
5. Хондорф (3 968)
6. Хормерсдорф (1 608)
7. Янсдорф (5 983)
8. Нойкірхен (7 369)
9. Нідердорф (1 374)
10. Нідервюршніц (2 957)